# Ленінський (Вигоницький район)
Ленінський (рос. Ленинский) — селище в Вигоницькому районі Брянської області Російської Федерації.
Населення становить 2 особи. Входить до складу муніципального утворення Орменське сільське поселення.

## Історія
Від 2005 року входить до складу муніципального утворення Орменське сільське поселення.

## Населення
| 2010 | 2013 |
| ---- | ---- |
| 3    | ↘2   |